# Teatr Kacperka

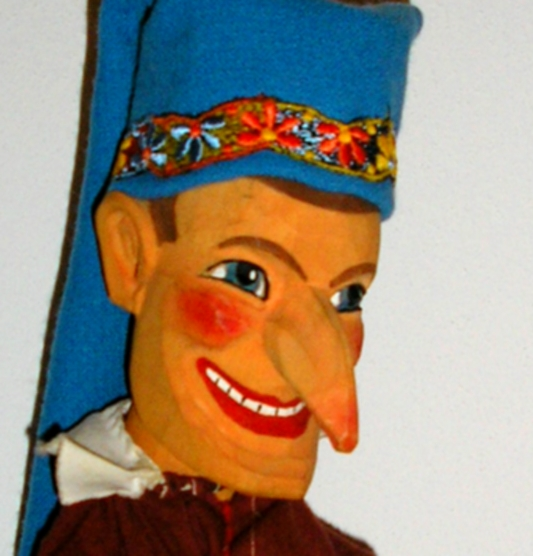
Kacperek

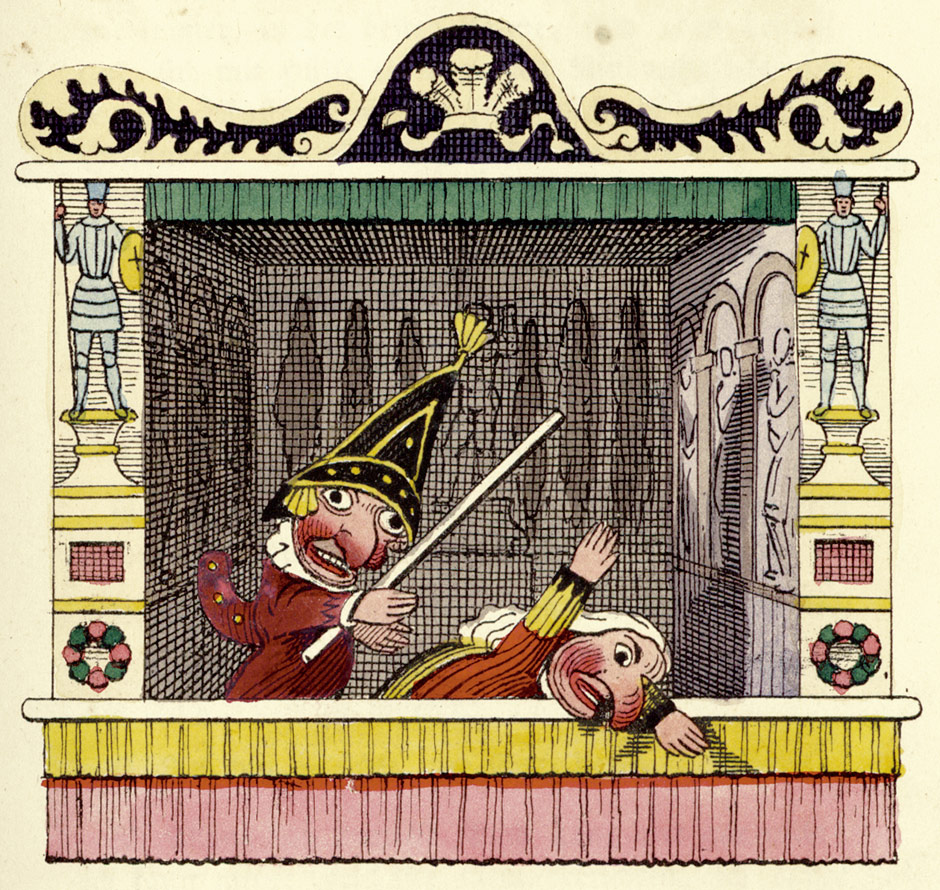
Kasperletheater

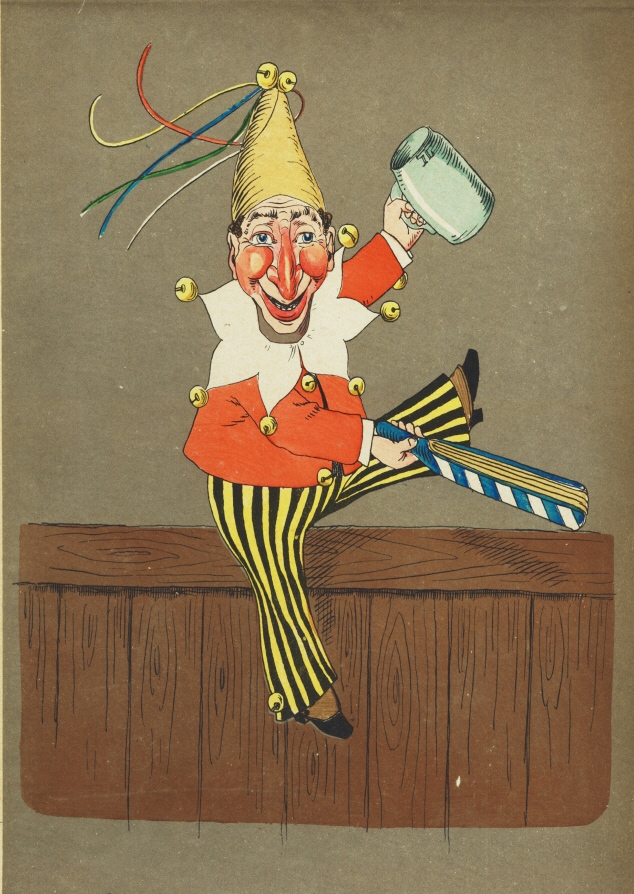
Lothar Meggendorfer: Monachijski Kacperek (Ilustracja książkowa z roku 1867)

Kacperek (niem. Kasperle) – główna postać tradycyjnego niemieckiego teatru lalek, zwanego Kasperletheater. W niemieckim obszarze językowym znany jest od końca XVIII wieku. Stanowi odpowiednik francuskiego Guignola, angielskiego „Mr. Puncha”, włoskiego „Pulcinelli” (Poliszynela) i rosyjskiego „Pietruszki”. Bawił dzieci i dorosłych widzów na jarmarkach.
W teatrze prowadzonym przez hrabiego Franza von Pocci (1807–1876) i Josefa Leonharda Schmida (1822–1912) na dworze królów bawarskich główna postać nazywała się Kacper Larifari, również znany był Hohnsteiner Kasper Maxa Jacoba (1988–1967), stąd przyjęło się imię postaci teatrzyku Caspar, Kasper lub gwarowo Kasperl (Kacperek).
Kacperek nosi długą czerwoną czapkę krasnala, strój przypominający Arlekina, a w ręku trzyma wiązkę listewek, wydającą głośny trzask przy uderzeniu. W twarzy Kacperka wyróżnia się ogromny haczykowaty nos.

## Postacie teatru Kacperka
Podobnie jak w klasycznej włoskiej Commedia dell’arte, w teatrze Kasperka występują zawsze te same postacie, reprezentujące Dobro, Zło i Porządek.
Dobro reprezentują: sam Kacperek, Seppl (Józek), uczciwy ale naiwny, Grete (kobiecy głos rozsądku), Babunia, Wróżka.
Zło przedstawiają: Czarownica, Czarownik, Diabeł, Rabuś, Krokodyl (jako zamiennik smoka).
O porządek dbają: Księżniczka, Książę, Król, Wachmistrz.
Oczywiście każde przedstawienie kończy się zwycięstwem Dobra, Zło zostaje pokonane, Kacperek wygłasza pouczający morał.

## Historia
Teatr Kacperka wywodzi się z angielskiego teatru lalek „Punch and Judy“. Stąd pochodzą postacie Policjanta, Krokodyla, Diabła i Śmierci. Akcja tego teatru pozwalała rozładować tłumione frustracje widzów. Często aktorzy „Punch and Judy” byli oskarżani o sianie niemoralności i musieli uciekać przed karzącą ręka sprawiedliwości.
Teatr Kacperka pojawił się w Niemczech w końcu XVIII wieku i stał typową rozrywką jarmarczną. Początkowo historie przedstawiane przez teatr pochodziły z Biblii lub z opowieści ludowych. W XIX wieku pojawiają się w repertuarze komentarze dotyczące wydarzeń politycznych, kryminalnych, ciekawostek ze świata.

## Kacperek w literaturze
Theodor Storm poświęcił teatrowi Kacperka nowelę „Pole Poppenspäler” z roku 1875.

## Wykazy bibliograficzne
- Kasperle-Bibliothek Uniwersytetu w Grazu, zawiera również zbiór tekstów sztuk wystawianych w teatrze (niem.)